# دين إينغ
دين إينغ (بالإنجليزية: Dean Ing)‏‏ (17 يونيو 1931، أوستن في الولايات المتحدة)؛ كاتب وروائي أمريكي.